# Papiros de Afrodísia

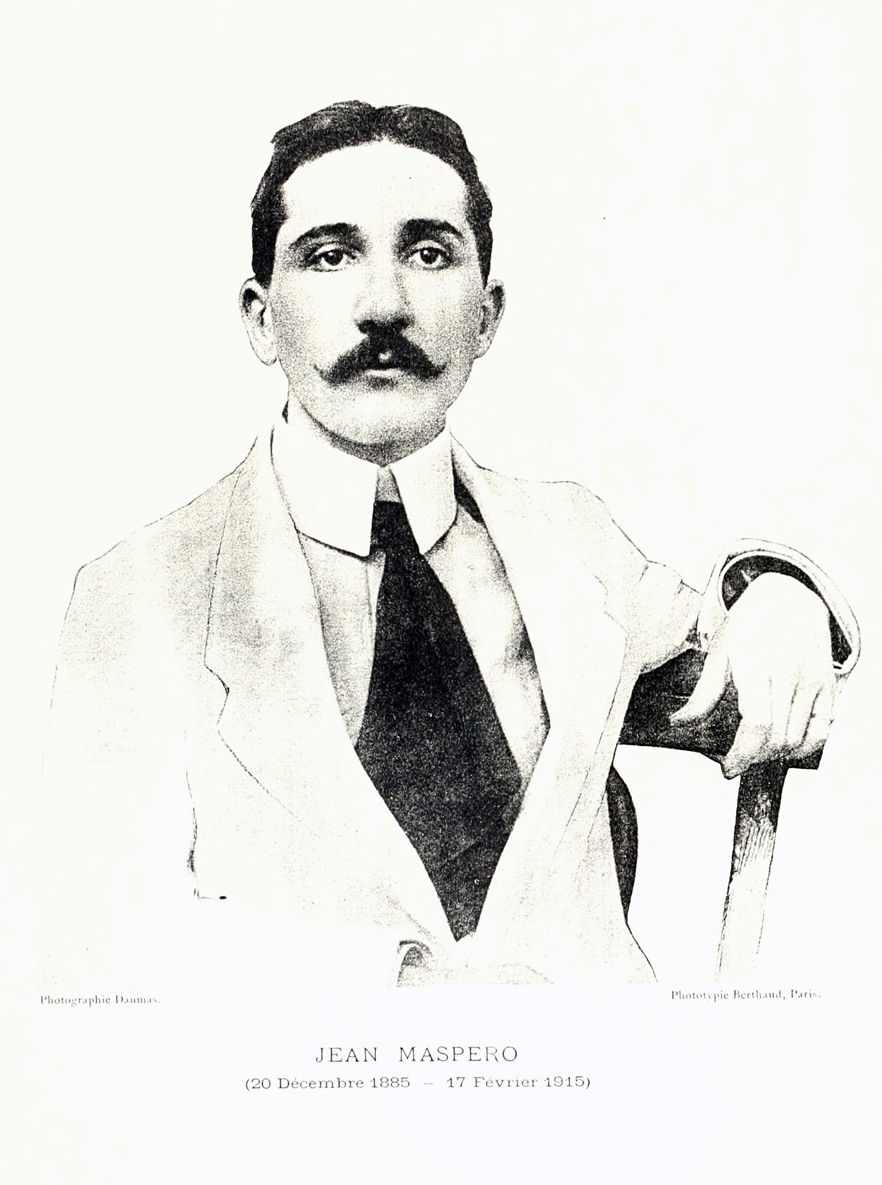
Jean Maspero
Editor da primeira colecção (1911).

Os Papiros de Afrodísia são um conjunto de papiros descobertos por acidente em Julho de 1905, na cidade de Kom Ishgau, que foi construída por cima do sítio antigo de Afrodísia. Um habitante estava a renovar a sua casa quando uma parede colapsou e revelou um fosso. Rolos de papiros e fragmentos foram encontrado aí, mas quando o Serviço de Antiguidades chegou ao local, a maioria dos papiros tinham desaparecido. Durante escavações posteriores um grande vaso cheio de papiros foi descoberto numa habitação de estilo romano. Importantes fragmentos de comédia ateniense, antigos e mais recentes, foram descobertos entre esses papiros, incluindo fragmentos do famosos escritor de comédia Menandro. Também foram encontrados fragmentos da Ilíada de Homero e outras obras literárias e obras de referência.
Gustave Lefebvre, também descobriu um arquivo de obras do século VI sobre assuntos legais, negócios, escritos pessoais e poesia original. Foram então entregues ao académico, filho do Director do Serviço de Antiguidades do Egipto, foi editou e publicou os documentos e poemas em diversos artigos e dois volumes do Catalogue général des antiquités égyptiennes du Musée du Caire: Papyrus grecs d’époque byzantine (Cairo 1911, 1913). Jean foi morto na batalha de Vauquois, Lorraine, durante a Primeira Guerra Mundial, e o seu pai completou o terceiro volume dos papiros em 1916. Outros papiros, obtidos a comerciantes de antiguidades, através de vendas e escavações clandestinas, foram publicados em Florença, Londres, Paris, Estrasburgo, Princeton, Ann Arbor, no Vaticano, entre outros locais.